# Овчарска салата
Овчарската салата е традиционно българско ястие и модификация на шопската салата. Приготвя се от нарязани краставици, домати, лук, магданоз, печени или сурови чушки, шунка, сварено яйце, кашкавал, настъргано бяло саламурено сирене и овкусени със сол и олио.
Някои от представите за овчарска салата, че тя трябва задължително да е със заливка от бяла майонеза и/или извара (или друг вид сходна смес), водят до това тя да се сервира понякога със заливка дори от високомаслено кисело мляко, което доста променя основния вкус на салатата. В действителност заливката на овчарската салата е от сместа на сварени яйца със сирене и бульонът от сварените без черупка (забулени, поширани, пуширани) яйца.
Съществуват няколко разновидности на рецепти за овчарска салата, което често поражда спорове, коя е оригиналната. Най-честите спорове са дали в овчарската салата трябва да има гъби или не. Традиционната рецепта не включва употребата на гъби.
Оригиналът на овчарска салата е доста по-семпъл. Приготвя се като шопска салата, но със заливка от бульон „забулени яйца“ (сварени без черупката), в който се добавят късчета сушено месо (пастърма или суха шунка от бут). Класическата рецепта за овчарска салата се е наричала „родопска“, но през 60-те години на XX в. е променяна в съответствие с рецептурните нововъведения на туроператора „Балкантурист“.
Към овчарската салата не е било приемливо да се поставя украса от маслина (или маслини), но след началото на XXI век почти навсякъде я сервират по този начин.
Българското наименование „овчарска салата“ съществува традиционно и успоредно с турската салата с аналогично име „чобан салатасъ“ (Çoban Salatası), която е подобна на българската шопска салата и по всяка вероятност е в обща традиционна основа на салатите, приготвяни от българското, сръбското, гръцкото и турското населения на Балканите в границите на Османската империя.
Салата от яйца, шунка, домат и краставица с дресинг (заливка) млечен сос, по рецепта на американската фирма Hormel е популяризирана с думата „спам“ по случайност. 